# Gundomar II
Gundomar II (ook wel Gondomar), was een Bourgondische koning. Hij was een zoon van koning Gundobad en regeerde tussen 524 en 534. Onder zijn bewind verloren de Bourgonden hun zelfstandigheid.

## Geschiedenis
In 523 werd koning Sigismund, de oudere broer van Gundomar, verslagen door de zonen van Chlodovech. Gundomar vluchtte naar de Ostrogoten, en Sigismund werd gevangengenomen door Chlodomer, koning van Orléans. Gundomar vond steun bij de Ostrogotische koning Theodorik en keerde in 524 terug met een leger, waarmee hij de macht heroverde in Bourgondië. Als gevolg hiervan liet Chlodomer Sigismund doden, en marcheerde samen met zijn broer Theuderik I, de koning van Metz, naar Bourgondië. Gundomar slaagde er met zijn leger in de Franken terug te dringen door de Slag bij Vézeronce te winnen. Hij liet zich daarop tot koning uitroepen.
In 532 trokken de Franken opnieuw tegen de Bourgonden ten strijde. Ditmaal versloegen zij Gundomar in de Slag bij Autun. Tijdens deze slag werd het lot van het Bourgondische rijk bezegeld. Nadien werd het door de Frankische koning Theodebert I in 534 bij het Frankische rijk ingelijfd. Gondomar vond daarbij de dood.
Gebicca · Godomar · Gundohar · Gundioc · Godigisel · Chilperik I · Chilperik II · Gundobad · Gundomar · Sigismund · Gundomar II